# Агенскалнский залив
Агенскалнский залив (латыш. Āgenskalna līcis) — залив Даугавы на территории Риги со стороны района левобережья (Задвинья). Находится у левого берега Даугавы между бывшим островом Кливерсала и верхней оконечностью острова Кипсала.

## Характеристика
Залив достигает 200 метров в ширину и вдаётся в берег на 700 метров. С южной стороны в Агенскалнский залив впадает рижская река Марупите, а сток воды осуществляется по протоку Зундс, который омывает остров Кипсала с западной стороны. От залива посредством дамбы AB и набережной Даугавы отделён рукав длиной 500 метров. Юго-западную оконечность Агенскалнского залива укрепляет дамба Ранькя.
Акватория Агенскалнского залива используется для зимней стоянки речных судов. Ранее по причине того, что на территории Западной Двины в районе острова Кипсала регулярно образовывались сезонные заторы льда, вода в периоды весеннего половодья обходила заторы между островами и через Агенскалнский залив стекала по протоку Зунд. Именно этот фактор оказал существенное влияние на расширение акватории Агенскалнского залива.

## История
Залив формовался постепенно благодаря тому, что с начала XVIII века через Даугаву в весенне-летний период наводили понтонные мосты. Поскольку мост упирался в остров, требовалось защитить остров от подмыва водой и обеспечить выход на берег.
В 1764 году инженер Густав-Эммануэль Вейсман фон Вейсенштейн начал гидротехническое обустройство системы дамб на Западной Двине, которое продолжалось 20 лет, до 1784 года. Первая система дамб задумывалась для сужения русла Даугавы и объединяла в единую цепь несколько островов: Бенкенгольм (нем. Benkenholm, в XVI веке Meistersholm или Fluegeholm, Биекеньсала), Мукенгольм (Moenchenholm, Мукусала), Клюверсгольм (Большая Кливерсала), Бадегольм (остров Буркану) и Кипенгольм (Кипсала). Эта система много раз размывалась и называлась Подрага, Спилвская или Кипсальская дамба. О её существовании напоминает нынешняя Баласта дамбис.
Вторая дамба проектировалась как упорная перпендикулярно первой и называлась Гагенсбергской, Высокой или дамбой Тортлера. Главным её назначением была защита находившегося на Бадегольме пенькового склада от весеннего половодья. Её сохранившаяся верхняя часть — это нынешняя улица Межа, а нижняя часть, выходившая к Кливерсале, находилась на месте Агенскалнского залива и была размыта водой.
Проект Вейсмана предусматривал строительство дамбы по всей длине Даугавы в нижнем течении, от Московского форштадта до Даугавгривы. Его поддержала Екатерина II. Из имперского бюджета были выделены 200 000 талеров. Работы планировалось провести за три года, однако они затянулись втрое, поскольку во время наводнений и весеннего ледохода река беспрестанно разрушала дамбы. В 1785 или 1786 году паводком снесло дамбу между Клюверсгольмом и Бадегольмом. Увеличившийся впоследствии прорыв и превратился в Агенскалнский залив, который начали использовать как затон.
Бюджет строительства задуманных Вейсманом дамб вырос до 600 000 талеров. На десятый год Вейсмана освободили от исполнения обязанностей, однако за реализацию беспрецедентного гидротехнического проекта он был возведён в баронское достоинство Российской империи на основании Именного Высочайшего Указа от 26.01.1772 с поименованием Вейсман фон Вейсенштейн.
В 1852 году в Риге открылась пароходная линия между двумя берегами. В месте разрыва дамб установили одну, позже две пристани. Один маршрут парохода шёл по Малой Двине (Зунд), другой — на Гагенсберг, где на причале было построено здание с билетной кассой и залом ожидания. Пассажирские колёсные пароходы причаливали к мосткам, построенным на сваях.
В 1869 году рядом была построена корабельная верфь Lange & Skuje, а затем ещё два судостроительных предприятия: в 1886-м — завод Тиля и Новикова, в 1896-м — мастерская Эдуарда Цеппа. Позже все предприятия были объединены.
Новые крупные гидротехнические работы были проведены в низовьях Западной Двины под руководством инженера Арнольда Пабста в конце XIX века. На дамбе были проведены восстановительные работы с укреплением краёв валунами, которые в Ригу привозились на кораблях как балласт и выгружались на левом берегу, дав название соответствующей улице, начинавшейся у залива.
В 1904 году залив расширили и углубили до 18 футов (4,5 метра). Была отремонтирована Ранковая дамба, с XVIII века построенная как насыпная дорога на Дюнамюнде (Даугавгриву), но позже использованная как укрепление берега вдоль Малой Даугавы. Также были подсыпаны берега Баденсгольма и Клюверсгольма.
С 1909-го по 1911-й год в верхней части канала Зунд были построены шлюзы для задержания половодья и мост. В это время на берегу залива уже активно велись корабельные грузовые операции. В это время прорыв дамб начали называть заливом.
В 1950-е годы в Агенскалнском заливе располагалась база латвийского речного флота и зимний затон для кораблей. На Кливерсале работал Рижский экспериментальный судостроительный механический завод, который на причале в заливе в 1945 по 1947 год ремонтировал речные, с 1956 по 1973 год — рыболовные суда. В 1998 году завод прекратил существование.
На берегу в самом начале улицы Баласта дамбис по проекту архитектора Сергея Воробьёва в 1949 году было построено здание речного вокзала с аркадой по периметру. Это здание снесли в 2006 году. На этом месте планировалось строительство небоскрёбов, которое так и не продвинулось дальше нулевого цикла. По планам развития Риги залив должен был в 2010 году превратиться в «Рижскую Венецию» с плавучей улицей по центру, к которой примыкали бы причалы для малых судов и лодок.
Пассажирские речные суда, используемые в настоящее время как прогулочные, до сих пор зимуют в Агенскалнском заливе.